# Facultad de Optometría de la Universidad Estatal de Nueva York

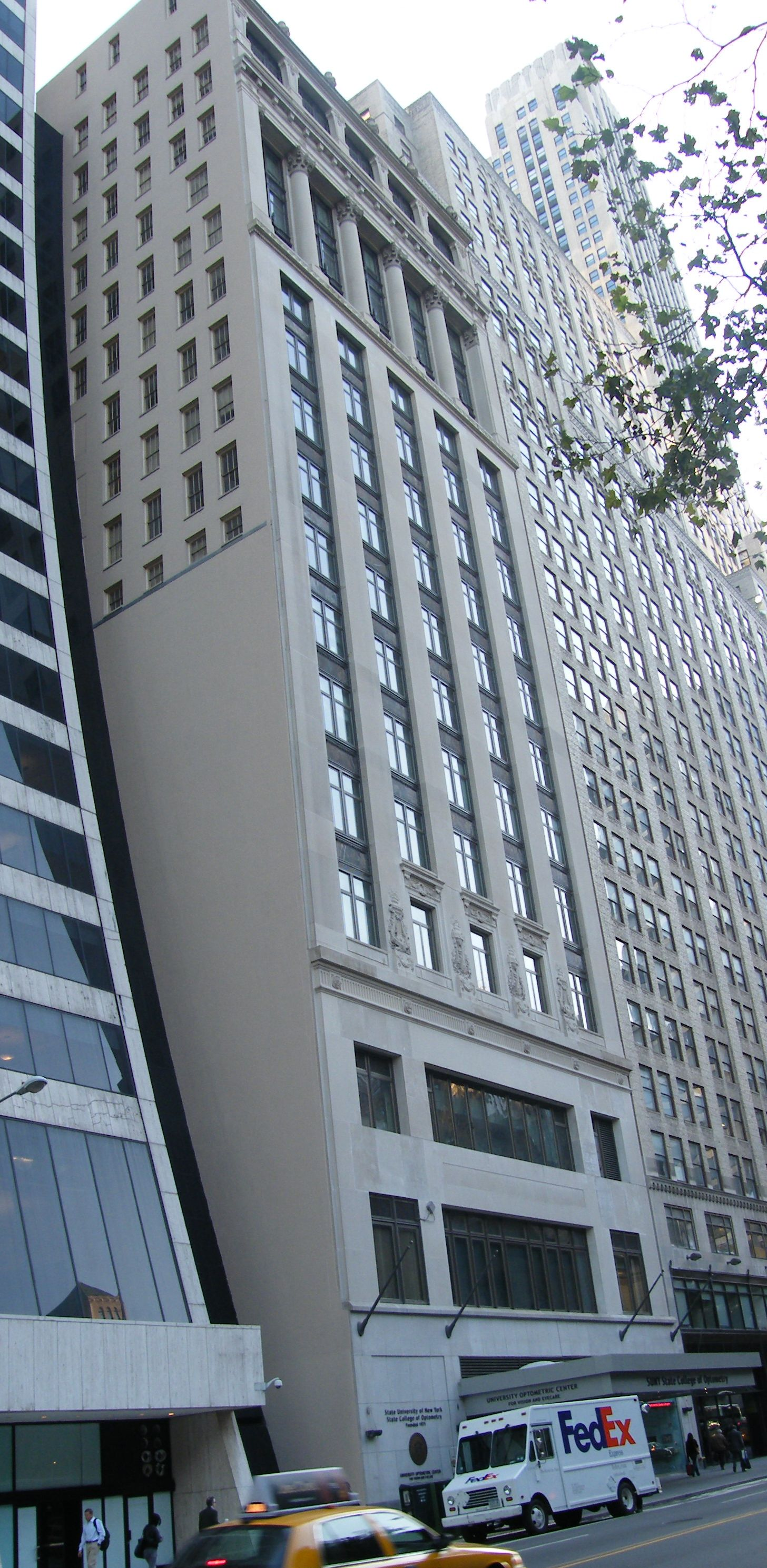
Edificio Aeolian en el 33 de la calle 42 Oeste

La Facultad de Optometría de la Universidad Estatal de Nueva York es una facultad pública de optometría en Nueva York.  Es parte de la Universidad Estatal de Nueva York (SUNY) y fue establecida en 1971 como resultado de un mandato legislativo del Estado de Nueva York. Se ubica en Midtown Manhattan en lo que era originalmente el Edificio Aeolian, que fue construido en 1912 por la Aeolian Company, una fábrica de pianos. Es un centro de investigación en visión y la escuela de optometría en Nueva York. 
La facultad otorga un grado profesional, el de Doctor en Optometría, y dos grados académicos, la maestría universitaria en ciencias en ciencias de la visión y el doctorado (Ph.D.) en ciencias de la visión. También se dictan cursos de educación continua para optometristas. 
El Centro Universitario del Ojo provee cuidados oculares, lentes correctivas y terapia visual al público. Es una de las más grandes clínicas de ojos en los Estados Unidos, con más de 73 000 pacientes entre 2012 y 2013.
El Centro Optométrico de Nueva York, establecido en 1956, es una fundación afiliada con la facultad para apoyar la investigación en ciencias de la visión, cuidado del paciente y becas en la facultad y sus instalaciones clínicas. 
La facultad ofrece residencias a optometristas de todo el mundo incluyendo especializaciones en submaterias de la optometría. 
La facultad enrola entre 80 a 100 estudiantes por año en el pregrado. Alrededor de 20 de esos estudiantes también buscan un grado de maestría en ciencias de la visión durante cuatro años. La facultad también ofrece un Ph.D. y provee doce estipendios por año. 
Los programas de investigación y de posgrado son administrados por el Centro de Graduados para la Investigación de la Visión, que actualmente recibe cerca de $4 millones en aportes anuales para la investigación. La investigación clínica se conduce a través del Centro de Investigación Clínica de la Visión.
La facultad es un miembro del SUNY Eye Institute.